# Освајачи олимпијских медаља у атлетици — 10.000 метара за мушкарце
Освајачи олимпијских медаља у атлетици за мушкарце у дисциплини 10.000 метара, приказани су у следећој табели. Ова дисциплина уведена је у програм Игара од 1912. године. Резултати у табели су дати у минутама.
| Олимпијске игре             | Злато                              | Злато       | Сребро                                 | Сребро   | Бронза                                 | Бронза   |
| --------------------------- | ---------------------------------- | ----------- | -------------------------------------- | -------- | -------------------------------------- | -------- |
| Стокхолм 1912. детаљи       | Ханес Колемајнен Финска            | 31:20,8 ОР  | Луис Туанима САД                       | 32:06,6  | Албин Стенрос Финска                   | 32:21,8  |
| Антверпен 1920. детаљи      | Паво Нурми · Финска                | 31:45,8     | Жозеф Гијмо · Француска                | 31:47,2  | Џејмс Вилсон · Уједињено Краљевство    | 31:50,8  |
| Париз 1924. детаљи          | Виле Ритола · Финска               | 30:23,2     | Едвин Виде · Шведска                   | 30:55,2  | Еро Берг · Финска                      | 31:43,0  |
| Амстердам 1928. детаљи      | Паво Нурми · Финска                | 30:18,8 ОР  | Виле Ритола · Финска                   | 30:19,4  | Едвин Виде · Шведска                   | 31:00,8  |
| Лос Анђелес 1932. детаљи    | Јануш Косућински · Пољска          | 30:11,4 ОР  | Волмари Исо-Холо · Финска              | 30:12,6  | Ласе Виртанен · Финска                 | 30:35,0  |
| Берлин 1936. детаљи         | Илмари Салминен · Финска           | 30:15,4     | Арво Аскола · Финска                   | 30:15,6  | Волмари Исо-Холо · Финска              | 30:20,2  |
| Лондон 1948. детаљи         | Емил Затопек · Чехословачка        | 29:59,6 ОР  | Ален Мимун · Француска                 | 30:47,4  | Бертил Албертсон · Шведска             | 30:53,6  |
| Хелсинки 1952. детаљи       | Емил Затопек · Чехословачка        | 29:17,0 ОР  | Ален Мимун · Француска                 | 29:32,8  | Александар Ануфријев · Совјетски Савез | 29:48,2  |
| Мелбурн 1956. детаљи        | Владимир Куц · Совјетски Савез     | 28:45,59 ОР | Јожеф Ковач · Мађарска                 | 28:52,36 | Алан Лоренс · Аустралија               | 28:53,59 |
| Рим 1960. детаљи            | Пјотр Болотников · Совјетски Савез | 28:32,18 ОР | Ханс Гродецки · Уједињени тим Немачке¹ | 28:37,22 | Дејвид Пауер · Аустралија              | 28:37,65 |
| Токио 1964. детаљи          | Били Милс · Сједињене Државе       | 28:24,4 ОР  | Мохамед Гамуди · Тунис                 | 28:24,8  | Рон Кларк · Аустралија                 | 28:25,8  |
| Мексико Сити 1968. детаљи   | Нафтали Тему · Кенија              | 29:27,40    | Мамо Волде · Етиопија                  | 29:27,75 | Мохамед Гамуди · Тунис                 | 29:34,2  |
| Минхен 1972. детаљи         | Ласе Вирен · Финска                | 27:38,35 ОР | Емил Путеман · Белгија                 | 27:39,58 | Мурузе Јефтер · Етиопија               | 27:40,96 |
| Монтреал 1976. детаљи       | Ласе Вирен · Финска                | 27:40,38    | Карлос Лопез · Португалија             | 27:45,17 | Брендан Фостер · Уједињено Краљевство  | 27:54,92 |
| Москва 1980. детаљи         | Мурузе Јефтер · Етиопија           | 27:42,69    | Карло Манинка · Финска                 | 27:44,28 | Мохамед Кедир · Етиопија               | 27:44,64 |
| Лос Анђелес 1984. детаљи    | Алберто Кова · Италија             | 27:47,54    | Мајкл Маклауд · Уједињено Краљевство   | 28:06,22 | Мајкл Мусјоки · Кенија                 | 28:06,46 |
| Сеул 1988. детаљи           | Брахим Бутајеб · Мароко            | 27:21,46 ОР | Салваторе Антибо · Италија             | 27:23,55 | Кипкембои Кимели · Кенија              | 27:25,16 |
| Барселона 1992. детаљи      | Халид Ска · Мароко                 | 27:46,70    | Ричард Челимо · Кенија                 | 27:47,72 | Адис Абебе · Етиопија                  | 28:00,07 |
| Атланта 1996. детаљи        | Хаиле Гебрселасије · Етиопија      | 27:07,34 ОР | Пол Тергат · Кенија                    | 27:08,17 | Салех Хису · Мароко                    | 27:24,67 |
| Сиднеј 2000. детаљи         | Хаиле Гебрселасије · Етиопија      | 27:18,20    | Пол Тергат · Кенија                    | 27:18,29 | Асефа Мезгебу · Етиопија               | 27:19,75 |
| Атина 2004. детаљи          | Кенениса Бекеле · Етиопија         | 27:05,10 ОР | Силеши Сихине · Етиопија               | 27:09,39 | Зерсенај Тадесе · Еритреја             | 27:22,57 |
| Пекинг 2008. детаљи         | Кенениса Бекеле · Етиопија         | 27:01,17 ОР | Силеши Сихине · Етиопија               | 27:02,77 | Мика Кого · Кенија                     | 27:04,11 |
| Лондон 2012. детаљи         | Мохамед Фара · Велика Британија    | 27:30,42    | Гејлен Руп · Сједињене Државе          | 27:30,90 | Тарику Бекеле · Етиопија               | 27:31,43 |
| Рио де Жанеиро 2016. детаљи | Мохамед Фара · Велика Британија    | 27:05,17    | Пол Кипнегетич Тануи · КЕН             | 27:05,64 | Тамират Тола · Етиопија                | 27:06,26 |
| Токио 2020. детаљи          | Селемон Барега Етиопија            | 27:43,22    | Џошуа Чептегеи Уганда                  | 27:43,63 | Џејкоб Киплимо Уганда                  | 27:43,88 |
| Париз 2024. детаљи          | Џошуа Чептегеи Уганда              | 26:43,14 ОР | Бериху Арегави Етиопија                | 26:43,44 | Грант Фишер Сједињене Државе           | 26:43,46 |
| Лос Анђелес 2028.           |                                    |             |                                        |          |                                        |          |

‘ Такмичари Источне и Западне Немачке наступали су као једна екипа 1960. и 1964. са ознаком EUA и заставом Немачке са олимпијским круговима у црвеном пољу.

## Биланс медаља, мушки 10.000 м
|     | Држава                | Злато | Сребро | Бронза | Укупно |
| --- | --------------------- | ----- | ------ | ------ | ------ |
| 1.  | Финска                | 7     | 4      | 4      | 15     |
| 2.  | Етиопија              | 6     | 4      | 4      | 14     |
| 3.  | Мароко                | 2     | -      | 1      | 3      |
| 3.  | Совјетски Савез       | 2     | -      | 1      | 3      |
| 5.  | Чехословачка          | 2     | -      | -      | 2      |
| 6.  | Кенија                | 1     | 3      | 3      | 7      |
| 7.  | Уганда                | 1     | 2      | -      | 3      |
| 8.  | Сједињене Државе      | 1     | 1      | 1      | 3      |
| 9.  | Италија               | 1     | 1      | -      | 2      |
| 10. | Пољска                | 1     | -      | -      | 1      |
| 11. | Француска             | -     | 3      | -      | 3      |
| 12. | Шведска               | -     | 1      | 2      | 3      |
| 12. | Уједињено Краљевство  | -     | 1      | 2      | 3      |
| 14. | Тунис                 | -     | 1      | 1      | 2      |
| 15. | Белгија               | -     | 1      | -      | 1      |
| 15. | Мађарска              | -     | 1      | -      | 1      |
| 15. | Португалија           | -     | 1      | -      | 1      |
| 15. | Уједињени тим Немачке | -     | 1      | -      | 1      |
| 19. | Аустралија            | -     | -      | 3      | 3      |
| 20. | Еритреја              | -     | -      | 1      | 1      |
|     | Укупно 20 земаља      | 24    | 24     | 24     | 72     |